# Barthélemy Charles Joseph Dumortier

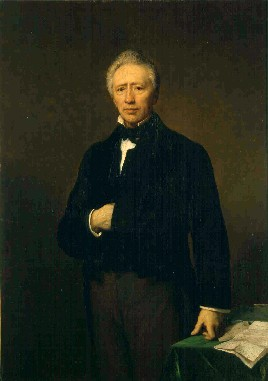
Barthélémy du Mortier

Barthélemy Charles Joseph Dumortier (* 3. April 1797 in Tournai, Frankreich; † 9. Juli 1878 ebenda, Belgien) war ein belgischer Botaniker und Mitglied der Deputiertenkammer. Sein botanisches Autorenkürzel lautet „Dumort.“; früher war auch das Kürzel „Dum.“ in Gebrauch.

## Ehrungen
Seit 1829 war er Mitglied der Académie royale de Bruxelles. 1832 wurde er zum Mitglied der Deutschen Akademie der Naturforscher Leopoldina gewählt.
Ihm zu Ehren wurden die Pflanzengattungen Dumortiera Nees und Dumortieropsis Horik. aus der Ordnung der Lebermoose (Marchantiales) und eine Gattung der Ammoniten Dumortieria Westend. benannt. Des Weiteren ist eine in Belgien erscheinende floristische Zeitschrift (Dumortiera) nach ihm benannt.
1840 widmete ihm Bernard Amé Léonard Du Bus de Gisignies den wissenschaftlichen Namen des Grünfuß-Teichhuhns (Tribonyx mortierii).

## Forschung
Dumortier muss als Erstentdecker der Zellteilung gelten. Er hat im Jahr 1832 an einfachen Wasserpflanzen (franz. 'conferve') die Zellteilung beschrieben:
"Le développement des conferves est aussi simple que leur structure; il s’opère par l’addition de nouvelles cellules aux anciennes, et cette addition se fait toujours par l’extrémité. La cellule terminale s’allonge plus que celles inférieures; alors il s’opère dans le fluide intérieur une production médiane, qui tend à diviser la cellule en deux parties dont l’inférieure reste stationnaire, tandis que la terminale s’allonge de nouveau, produit encore une nouvelle cloison intérieure, et ainsi de même. La production de la cloison médiane est-elle originairement double ou simple? Voilà ce qu’il est impossible de déterminer; mais toujours est-il vrai de dire que plus tard elle paraît double dans les conjuguées, et que quand deux cellules se séparent naturellement, chacune d’elles est close aux deux extrémités."
In der sinngemäßen deutschen Übersetzung:
„Die Entwicklung der Conferven ist so einfach wie ihr Aufbau; sie erfolgt durch die Anlagerung neuer Zellen an die alten, und diese Anlagerung erfolgt immer vom Ende her. Die Endzelle verlängert sich mehr als die tieferliegenden Zellen; dann findet in der inneren Flüssigkeit die Produktion einer Seitenhalbierenden statt, die dazu neigt, die Zelle in zwei Teile zu teilen, von denen der tieferliegende stationär bleibt, während der Endteil sich wieder verlängert, wieder eine neue innere Trennwand bildet und so weiter. Ist die Produktion der mittleren Trennwand ursprünglich doppelt oder einfach? Es ist unmöglich, dies zu bestimmen, aber es ist immer wahr, dass sie später im vereinten Zustand doppelt erscheint und dass, wenn sich zwei Zellen auf natürliche Weise trennen, jede von ihnen an beiden Enden geschlossen ist.“

## Schriften und Werke
Als das Hauptwerk Dumortiers gilt Analyse des familles des plantes… von 1829. Dieses Werk ist noch immer die Wurzel vieler Pflanzenklassifizierungen.
Weitere Werke von ihm sind:
- Commentationes botanicae. Observations botaniques, C. Casterman-Dieu, Tournay 1823.
- Observations sur les graminées de la flore de Belgique, J. Casterman aîné, Tournay 1824.
- Florula Belgica, 1827.
- Analyse des familles des plantes, avec l’indication des principaux genres qui s’y rattachent, J. Casterman aîné, Tournay 1829.
- Lettres sur le manifeste du Roi et les griefs de la nation, par Belgicus, J. Casterman aîné, Tournay 1830.
- Sylloge Jungermannidearum Europae indigenarum, earum genera et species systematice complectens, J. Casterman aîné, Tournay 1830.
- Recherches sur la structure comparée et le développement des animaux et des végétaux, M. Hayez, Brüssel 1832.
- Essai carpographique présentant une nouvelle classification des fruits, M. Hayez, Brüssel 1835.
- La Belgique et les vingt-quatre articles, Société nationale, Brüssel 1838.
- Observations complémentaires sur le partage des dettes des Pays-Bas, Société nationale, Brüssel 1838.